# Taubenkobel (Feldgeding)

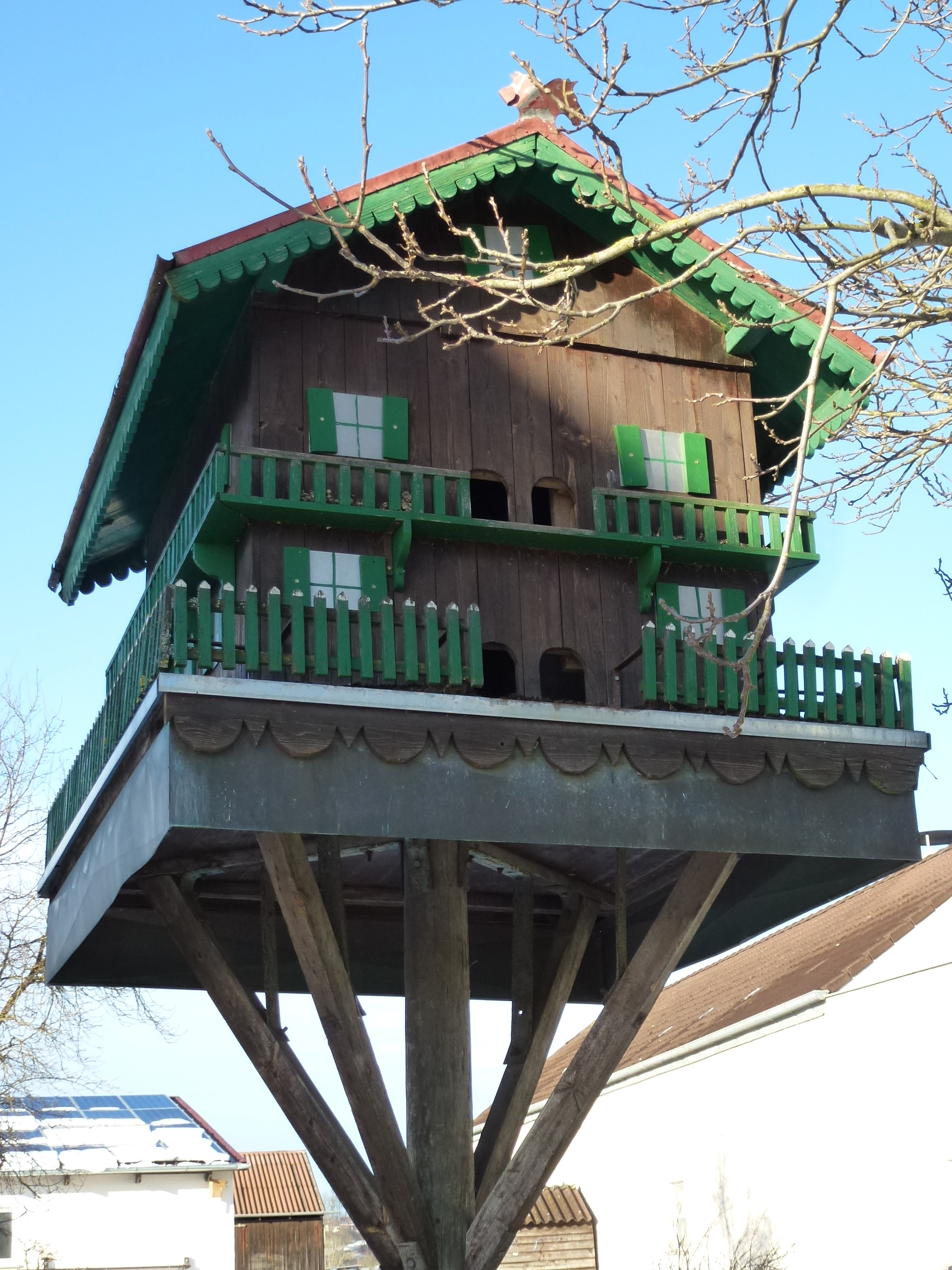
Taubenkobel in Feldgeding

Der Taubenkobel in Feldgeding, einem Gemeindeteil von Bergkirchen im oberbayerischen Landkreis Dachau, wurde im 19./20. Jahrhundert errichtet. Das Taubenhaus an der Dachauer Straße 7 ist ein geschütztes Baudenkmal.
Das Taubenhaus aus Holz in Form eines zweigeschossigen Wohnhauses im alpenländischen Stil besitzt umlaufende Balkone.